# Made in Heaven (Queen)
Made in Heaven is het vijftiende en laatste studioalbum van de rockgroep Queen. Het album werd uitgebracht op 6 november 1995, vier jaar na het overlijden van zanger Freddie Mercury. Dit album werd samengesteld aan de hand van opnamen die in 1991 gemaakt zijn na het verschijnen van het album Innuendo, overgebleven demo's en Queen-versies van solonummers van de bandleden.
"Mother love" is het laatste dat door Freddie Mercury is gezongen. "A Winter's Tale" is het laatste dat door Mercury is geschreven.
De cd eindigt met een 22 minuten durende vaarwel opgedragen aan Mercury. Dit nummer staat niet op de albumhoes aangegeven, het is een 'hidden track'
Het nummer "Let Me Live" begon eigenlijk met een couplet ingezongen door Rod Stewart. Het bijgeleverde boekje bevat niet alleen het gebruikelijke overzicht van de nummers, de tekst en het personeel, maar ook de favoriete foto's van de overige drie bandleden.
Op de voorkant van de cd is het beeld van Mercury te zien dat in Montreux (Zwitserland) staat. Hier had Queen een opnamestudio waar ook gedeeltes van deze cd werden opgenomen. Ook was dit een van de favoriete plekken van Mercury. Tot ongeveer twee weken voor zijn overlijden was Mercury nog in Montreux, een plaats aan het Meer van Genève, vooral bekend door het jaarlijkse jazzfestival.

## Remaster 2011
In 2011 is het album in een geremasterde uitvoering opnieuw uitgebracht, zowel op cd als lp.

## Nummers
Bij dit album werden, in tegenstelling tot bij de albums Innuendo en The Miracle, niet alle nummers toegeschreven aan alle leden. Dit gaat enkel op voor ongeveer de helft van het album.
1. "It's a Beautiful Day" (Queen)
2. "Made in Heaven" (Mercury)
3. "Let Me Live" (Queen)
4. "Mother Love" (Mercury en May)
5. "My Life Has Been Saved" (Queen)
6. "I Was Born to Love You" (Mercury)
7. "Heaven for Everyone" (Taylor)
8. "Too Much Love Will Kill You" (May/Musker/Lamers)
9. "You Don't Fool Me" (Queen)
10. "A Winter's Tale" (Queen)
11. "It's a Beautiful Day (Reprise)" (Queen)
12. "Yeah" (niet vermeld op albumhoes)
13. "Untitled Hidden Track" (niet vermeld op albumhoes)

## Achtergrond bij de songs
- It's a Beautiful Day (1980)

Een door Mercury begonnen idee tijdens de opnamen van het album The Game. In 1994 vond May een opname met alleen Mercury op zang en piano terug. Samen met Taylor en Deacon heeft hij het nummer afgemaakt. Deacon schreef de outro.
- Made in Heaven (1984, opnieuw opgenomen in 1994)

Origineel opgenomen door Mercury in 1983/84 voor zijn eerste soloalbum "Mr. Bad Guy", uitgebracht in 1985. De overige bandleden gingen in 1994 met deze versie aan de slag om een nieuwe versie te maken.
- Let Me Live (1983, opnieuw opgenomen in 1994)

Origineel idee kwam voort uit een jamsessie van Queen samen met zanger Rod Stewart tijdens de opnames van The Works in 1983. Voor Made in Heaven hebben May, Taylor en Deacon de instrumenten opnieuw ingespeeld, en hebben May en Taylor de lege ruimtes ingezongen, die Stewart eigenlijk zong.
- Mother Love (1991)

Dit is het laatste nummer dat Mercury opnam voor zijn dood. Omdat hij het niet helemaal af heeft kunnen maken, heeft May het laatste couplet ingezongen.
- My Life Has Been Saved (1989, opnieuw opgenomen in 1994)

Dit nummer was oorspronkelijk uitgebracht op 9 oktober 1989 als B-kant van "Scandal". De versie op het album Made In Heaven is een bewerking van de singleversie van 1989 met nieuwe muziek.
- I Was Born to Love You (1984, opnieuw opgenomen in 1994)

Deze track is, net als de song Made In Heaven (track 2), origineel afkomstig van het soloalbum "Mr. Bad Guy". Ook hier betreft het weer een door Queen opnieuw ingespeelde versie.
- Heaven for Everyone (1987, opnieuw opgenomen in 1994)

Oorspronkelijk lied van Taylors band The Cross. Taylor nodigde Mercury uit tijdens de opname van "Heaven for Everyone" in 1987. Mercury gaf Taylor wat ideeën voor het lied, maar zong zelf het lied uiteindelijk geheel in. Deze versie, met Taylor als achtergrondzanger bracht The Cross uit in Engeland, en is door de Queen-leden bewerkt voor "Made in Heaven". Taylor zong zelf een andere versie van het lied in die The Cross in Amerika uitbracht.
- Too Much Love Will Kill You (1988, opnieuw opgenomen in 1994)

Deze track vindt zijn oorsprong tijdens de sessies voor het album The Miracle. Deze door May geschreven song was echter nooit voor dat album gebruikt. Een soloversie van May werd in 1992 een hit. De versie van 1995 verschilt met die van 1988 (waar een aantal onuitgebrachte versies van circuleren).
- You Don't Fool Me (1991)

Nieuw nummer dat door Mercury in 1991 werd geschreven, na de Innuendo (album)-sessies.
- A Winter's Tale (1991)

Deze nieuwe opname uit 1991 is de laatste compositie van Mercury.
- It's a Beautiful Day (Reprise) (1980/1994)

Een bewerking van het openingsnummer van het album.